# Ę
Cette page contient des caractères spéciaux ou non latins. S’ils s’affichent mal (▯, ?, etc.), consultez la page d’aide Unicode.
Ę (minuscule : ę), ou E ogonek, est un graphème utilisé dans les alphabets apache occidental, chipewyan, chiricahua, creek, dadibi, dalécarlien, gwich'in, han, inapari, kaska, lituanien, navajo, polonais, sekani, tagish, tlingit, tutchone du Nord, tutchone du Sud, winnebago.
Il s'agit de la lettre E diacritée d'un ogonek.

## Utilisation
Le E ogonek représente généralement la voyelle mi-fermée antérieure non arrondie ou mi-ouverte antérieure non arrondie nasalisée, /ẽ/ ou /ɛ̃/.

### Français
Au XVIe siècle, le e à crochet ‹ ę › est utilisé par Louis Meigret ou par Jacques Pelletier du Mans dans leurs orthographes phonétiques françaises.

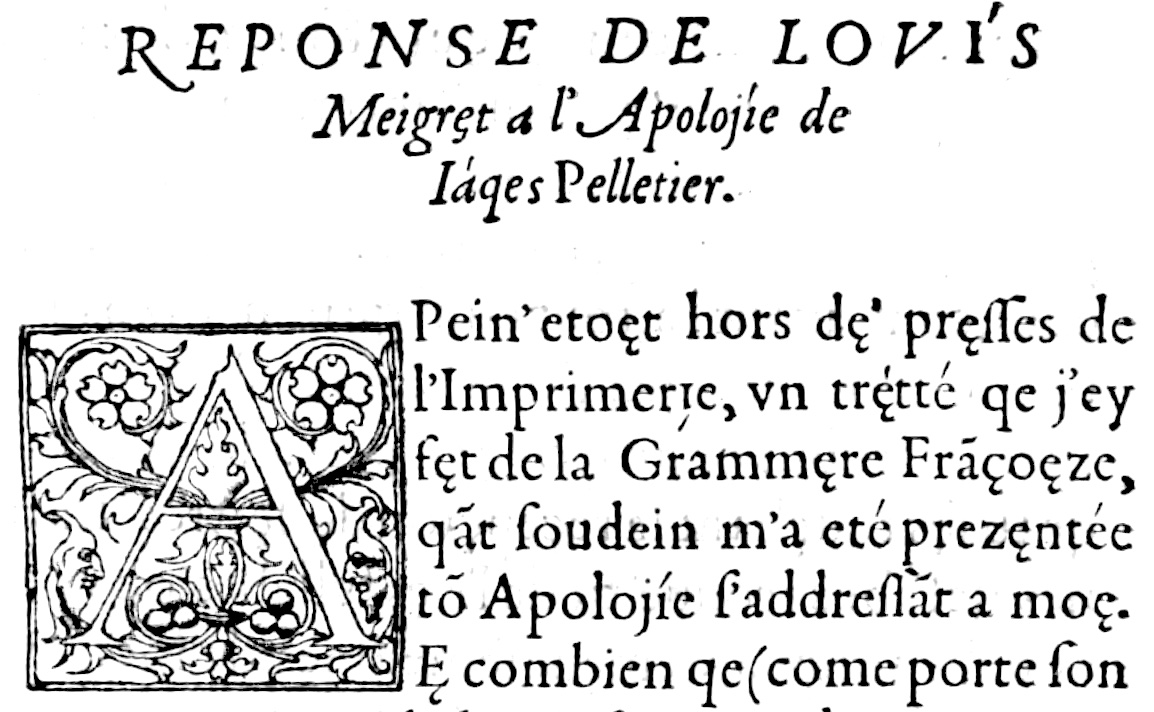
Début de paragraphe de Louis Meigret, Réponse de Louis Meigret, 1550.

### Polonais

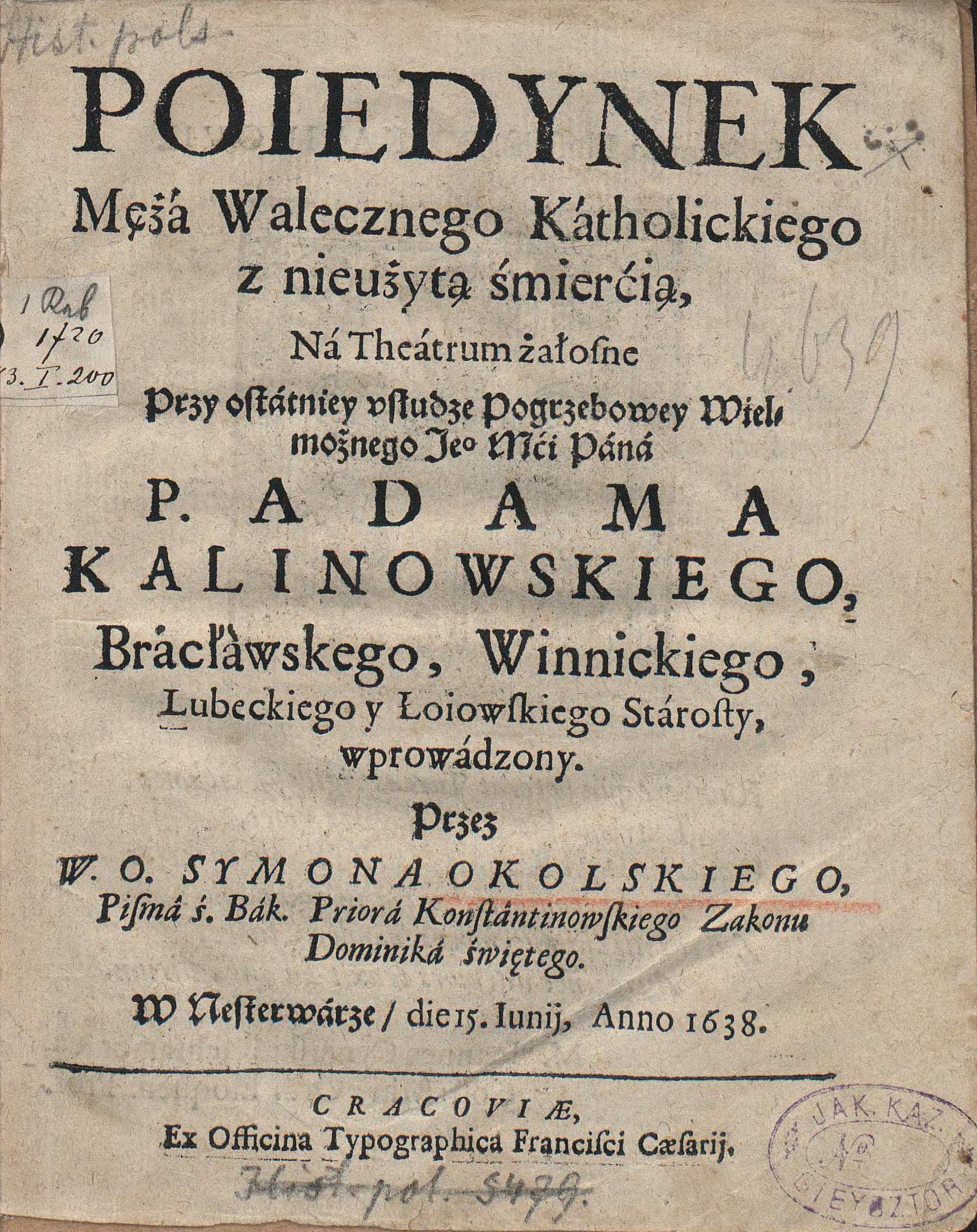
Livre de Szymon Okolski publié en 1638 avec une forme archaïque du a ogonek ou e ogonek : a barre oblique et e barre oblique.

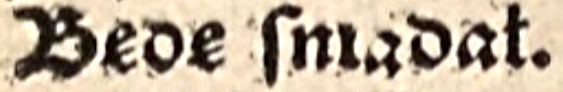
Będę sniadat avec le e barre oblique dans Sebald Heyden, Pverilivm Colloqviorvm Formulæ, 1535.

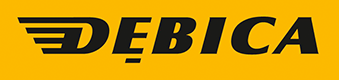
Dębica.

En polonais, ‹ ę › représente une voyelle nasale parfois transcrite /ɛ̃/, mais il s’agit en réalité d’une diphtongue dont la prononciation est plus proche de [ɛw̃]. Avant une occlusive ou une affriquée, elle se prononce [ɛ] suivi d’une consonne nasale ; avant L ou Ł et en fin de mot, elle est prononcée par la plupart des locuteurs [ɛ] : wstęp [fstɛmp] (« entrée ») , będę [ˈbɛndɛ] (« je serai »), dziękuję [dʑɛŋˈkujɛ] (« merci ») .

### Lituanien
En lituanien, Ę est la 8e lettre de l’alphabet, située entre E et Ė. Cette lettre représentait une voyelle nasale, mais aujourd’hui elle se prononce /æː/.

## Représentations informatiques
Le E ogonek peut être représenté avec les caractères Unicode suivants
- précomposé (latin étendu A) :

| forme     | représentation | chaîne de caractères | point de code | description                      |
| --------- | -------------- | -------------------- | ------------- | -------------------------------- |
| capitale  | Ę              | Ę                    | U+0118        | lettre majuscule latine e ogonek |
| minuscule | ę              | ę                    | U+0119        | lettre minuscule latine e ogonek |

- décomposé (latin de base, diacritiques) :

| forme     | représentation | chaîne de caractères | point de code | description                                  |
| --------- | -------------- | -------------------- | ------------- | -------------------------------------------- |
| capitale  | Ę              | E◌̨                   | U+0045 U+0328 | lettre majuscule latine e diacritique ogonek |
| minuscule | ę              | e◌̨                   | U+0065 U+0328 | lettre minuscule latine e diacritique ogonek |

Des anciens codages permettent aussi de représenter le E ogonek :
- ISO/CEI 8859-2, -4, -10 :
  - capitale Ę : CA
  - minuscule ę : EA
- ISO/CEI 8859-13
  - capitale Ę : C6
  - minuscule ę : E6
- ISO/CEI 8859-16 :
  - capitale Ę : DD
  - minuscule ę : FD